# Atletica leggera ai Giochi della XVII Olimpiade - Lancio del disco maschile

Video della Finale (filmato in B/N)

La competizione del lancio del disco maschile di atletica leggera ai Giochi della XVII Olimpiade si è disputata nei giorni 6 e 7 settembre 1960 allo Stadio Olimpico di Roma.

## L'eccellenza mondiale
| Campione olimpico 1956   | 56,36      | Alfred Oerter     | Presente |
| Campione Europeo 1958    | 53,92      | Edmund Piątkowski | Presente |
| Primatista mondiale      | 59,91 1959 | Edmund Piątkowski | Presente |
| Co-primatista mondiale   | 59,91 1960 | Richard Babka     | Presente |
| Vincitore dei Trials USA | 58,61      | Richard Babka     | Presente |

## Risultati

### Turno eliminatorio
Qualificazione52,00 m
Ben 22 atleti ottengono la misura richiesta. 

La miglior prestazione appartiene ad Al Oerter, campione uscente, che stabilisce con 58,43 il nuovo record olimpico.
| Pos. | Atleta                      | Nazione          | Lanci | Lanci | Lanci | Misura | Pos. Finale |
| Pos. | Atleta                      | Nazione          | 1°    | 2°    | 3°    | Misura | Pos. Finale |
| ---- | --------------------------- | ---------------- | ----- | ----- | ----- | ------ | ----------- |
| 1    | Richard Babka               | Stati Uniti      | 54,48 | -     | -     | 54,48  | 4           |
| 2    | Dick Cochran                | Stati Uniti      | 53,79 | -     | -     | 53,79  | 7           |
| 3    | Ferenc Klics                | Ungheria         | 53,34 | -     | -     | 53,34  | 10          |
| 4    | Stein Haugen                | Norvegia         | 52,75 | -     | -     | 52,75  | 16          |
| 5    | Viktor Kompaniejec          | Unione Sovietica | 50,67 | 52,66 | -     | 52,66  | 18          |
| 6    | Antonios Kounadis           | Grecia           | 52,49 | -     | -     | 52,49  | 19          |
| 7    | Warwick Selvey              | Australia        | 52,07 | -     | -     | 52,07  | 22          |
| 8    | Fanie du Plessis            | Sudafrica        | n     | 49,84 | 51,86 | 51,86  | 23          |
| 9    | Carol Lindroos              | Finlandia        | n     | 51,07 | n     | 51,07  | 25          |
| 10   | Pierre Alard                | Francia          | 51,02 | 48,89 | 50,32 | 51,02  | 26          |
| 11   | Erik Uddebom                | Svezia           | 50,04 | 50,87 | 50,83 | 50,87  | 27          |
| 12   | Leslie Roy Mills            | Nuova Zelanda    | 49,69 | 50,76 | 44,75 | 50,76  | 28          |
| 13   | Fritz Kühl                  | Germania         | n     | 50,40 | n     | 50,40  | 30          |
| 14   | Haider Khan                 | Pakistan         | 45,75 | 46,57 | 41,57 | 46,57  | 33          |
| 15   | Nayef Mohamed Hameed        | Iraq             | 38,13 | 38,50 | 39,37 | 39,37  | 34          |
| -    | Miguel de la Quadra-Salcedo | Spagna           | n     | n     | n     | NM     | -           |

| Pos. | Atleta                 | Nazione          | Lanci | Lanci | Lanci | Misura | Pos. Finale |
| Pos. | Atleta                 | Nazione          | 1°    | 2°    | 3°    | Misura | Pos. Finale |
| ---- | ---------------------- | ---------------- | ----- | ----- | ----- | ------ | ----------- |
| 1    | Alfred Oerter          | Stati Uniti      | 46,33 | 58,43 | -     | 58,43  | 1           |
| 2    | József Szécsényi       | Ungheria         | 55,52 | -     | -     | 55,52  | 2           |
| 3    | Pentti Repo            | Finlandia        | 54,84 | -     | -     | 54,84  | 3           |
| 4    | Edmund Piątkowski      | Polonia          | 54,41 | -     | -     | 54,41  | 5           |
| 5    | Vladimir Trusenëv      | Unione Sovietica | 54,31 | -     | -     | 54,31  | 6           |
| 6    | Cornelis Koch          | Paesi Bassi      | 53,48 | -     | -     | 53,48  | 8           |
| 7    | Zdeněk Čihák           | Cecoslovacchia   | 49,79 | 51,83 | 53,42 | 53,42  | 9           |
| 8    | Todor Artarski         | Bulgaria         | n     | 53,33 | -     | 53,33  | 11          |
| 9    | Kim Bukhantsov         | Unione Sovietica | 53,08 | -     | -     | 53,08  | 12          |
| 10   | Lothar Milde           | Germania         | 53,04 | -     | -     | 53,04  | 13          |
| 11   | Zenon Begier           | Polonia          | 53,03 | -     | -     | 53,03  | 14          |
| 12   | Carmelo Rado           | Italia           | 52,98 | -     | -     | 52,98  | 15          |
| 13   | Zdeněk Němec           | Cecoslovacchia   | 52,68 | -     | -     | 52,68  | 17          |
| 14   | Adolfo Consolini       | Italia           | 52,38 | -     | -     | 52,38  | 20          |
| 15   | Manfred Grieser        | Germania         | 50,22 | 52,20 | -     | 52,20  | 21          |
| 16   | Rolf Östen Edlund      | Svezia           | 51,76 | 49,15 | 49,70 | 51,76  | 24          |
| 17   | Franco Grossi          | Italia           | 48,76 | 48,64 | 50,43 | 50,43  | 29          |
| 18   | Michael Robert Lindsay | Gran Bretagna    | 49,07 | n     | 50,15 | 50,15  | 31          |
| 19   | Mesulame Rakuro        | Figi             | 44,73 | 47,06 | 47,18 | 47,18  | 32          |

### Finale
I due co-primatisti mondiali, Richard Babka (USA) e Edmund Piatkowski (Pol) sono chiamati a dare una risposta alla sfida lanciata da Oerter. Al primo turno Babka è davanti a tutti con 58,02; Oerter è secondo con 57,64; Piatkowski è più indietro, quinto.

Nel secondo e terzo turno nessuno dei favoriti si migliora. La classifica viene ridisegnata al quinto lancio: Oerter scaglia l'attrezzo a 59,18, nuovo record olimpico. Babka non riesce a replicare; il terzo americano, Dick Cochran, sale al terzo posto con 57,16.

L'ultimo turno non modifica la situazione. Piatkowski, deludente, si piazza solo quinto con 55,12.
| Pos.    | Atleta             | Età | Nazione          | Lanci | Lanci | Lanci | Lanci           | Lanci           | Lanci           | Misura |
| Pos.    | Atleta             | Età | Nazione          | 1°    | 2°    | 3°    | 4°              | 5°              | 6°              | Misura |
| ------- | ------------------ | --- | ---------------- | ----- | ----- | ----- | --------------- | --------------- | --------------- | ------ |
| Oro     | Alfred Oerter      | 24  | Stati Uniti      | 57,64 | 56,73 | 56,53 | 56,73           | 59,18           | 57,19           | 59,18  |
| Argento | Richard Babka      | 24  | Stati Uniti      | 58,02 | 55,33 | 56,14 | 54,93           | 57,52           | 57,41           | 58,02  |
| Bronzo  | Dick Cochran       | 22  | Stati Uniti      | n     | 54,75 | 48,71 | 54,51           | 57,16           | 54,49           | 57,16  |
| 4       | József Szécsényi   | 28  | Ungheria         | 54,58 | n     | 54,86 | 55,22           | 55,79           | 55,61           | 55,79  |
| 5       | Edmund Piątkowski  | 24  | Polonia          | 54,06 | 51,52 | 54,29 | n               | 55,12           | n               | 55,12  |
| 6       | Viktor Kompaniejec | 23  | Unione Sovietica | 55,06 | 53,38 | n     | 53,52           | n               | 51,08           | 55,06  |
| 7       | Carmelo Rado       | 27  | Italia           | 51,10 | 52,65 | 54,00 | Non qualificati | Non qualificati | Non qualificati | 54,00  |
| 8       | Kim Bukhantsov     | 29  | Unione Sovietica | 48,32 | 52,59 | 53,61 | Non qualificati | Non qualificati | Non qualificati | 53,61  |
| 9       | Pentti Repo        | 30  | Finlandia        | 53,44 | 52,81 | 51,08 | Non qualificati | Non qualificati | Non qualificati | 53,44  |
| 10      | Ferenc Klics       | 36  | Ungheria         | 50,10 | 51,61 | 53,37 | Non qualificati | Non qualificati | Non qualificati | 53,37  |
| 11      | Stein Haugen       | 27  | Norvegia         | n     | n     | 53,36 | Non qualificati | Non qualificati | Non qualificati | 53,36  |
| 12      | Lothar Milde       | 26  | Germania         | 52,22 | 51,26 | 53,33 | Non qualificati | Non qualificati | Non qualificati | 53,33  |
| 13      | Zdeněk Čihák       | 27  | Cecoslovacchia   | 52,75 | 53,29 | 51,51 | Non qualificati | Non qualificati | Non qualificati | 53,29  |
| 14      | Zenon Begier       | 25  | Polonia          | 51,67 | 50,93 | 53,18 | Non qualificati | Non qualificati | Non qualificati | 53,18  |
| 15      | Vladimir Trusenëv  | 29  | Unione Sovietica | 52,16 | 51,98 | 52,93 | Non qualificati | Non qualificati | Non qualificati | 52,93  |
| 16      | Manfred Grieser    | 22  | Germania         | 52,17 | 52,11 | 52,69 | Non qualificati | Non qualificati | Non qualificati | 52,69  |
| 17      | Adolfo Consolini   | 43  | Italia           | 50,84 | 52,44 | 51,08 | Non qualificati | Non qualificati | Non qualificati | 52,44  |
| 18      | Antonios Kounadis  |     | Grecia           | 52,42 | n     | 50,56 | Non qualificati | Non qualificati | Non qualificati | 52,42  |
| 19      | Zdeněk Němec       |     | Cecoslovacchia   | 52,05 | 49,44 | 52,14 | Non qualificati | Non qualificati | Non qualificati | 52,14  |
| 20      | Todor Artarski     |     | Bulgaria         | 49,14 | 52,12 | n     | Non qualificati | Non qualificati | Non qualificati | 52,12  |
| 21      | Warwick Selvey     |     | Australia        | n     | 49,34 | n     | Non qualificati | Non qualificati | Non qualificati | 49,34  |
| 22      | Cornelis Koch      |     | Paesi Bassi      | n     | 49,21 | n     | Non qualificati | Non qualificati | Non qualificati | 49,21  |